# Тагалак (острів)
Острів Тагалак (алеут. Tagalax̂) — острів, розташований у центральній частині Андреянівських островів Алеутських островів Аляски. На захід від острова знаходиться острівЧугул. Довжина острова Тагалак становить 6,3 км, ширина — 7 км.